# Oxford Collocations Dictionary for Students of English
Das Oxford Collocations Dictionary for Students of English (auch: OCD) ist ein innovatives Spezialwörterbuch der englischen Sprache. Es erschien 2002 in erster und 2009 in zweiter Auflage. Das mehr als neunhundertseitige Wörterbuch gehört zur Kategorie der Kollokationswörterbücher. Es erscheint im Verlag Oxford University Press. 

## Charakteristik
Das Wörterbuch enthält mehr als 9.000 Artikel mit 250.000 Kollokationen. Entsprechend der Gerichtetheit von Kollokationen (zum Beispiel a wave laps), die aus frei gewählten Basiswörtern (WAVE) und normgerecht zu wählenden sogenannten Kollokatoren (to lap) bestehen, trägt das Wörterbuch nur Basiswörter ein und liefert dazu Kollokatoren. So enthält der Artikel WAVE (noun) insgesamt 65 Kollokatoren (geordnet nach vier Bedeutungen). Die Kollokationen werden in kategorieller und begrifflicher Ordnung aufgelistet. 75.000 sind mit Beispielsätzen versehen (etwa: With the fall of the Bastille in 1789, a wave of euphoria swept over Europe).
Michael Klotz nennt das Wörterbuch in seiner Besprechung ein „major achievement“.